# Aggie Walsma
Aggie Walsma (september 1987) is een Nederlands marathonschaatsster en langebaanschaatsster. 
In 2014, 2015 en 2017 startte Walsma op de NK Afstanden op het onderdeel massastart.

## Records

### Persoonlijke records[2]
| Afstand    | Tijd    | Datum            | Baan       |
| ---------- | ------- | ---------------- | ---------- |
| 500 meter  | 43,23   | 13 oktober 2014  | Heerenveen |
| 1000 meter | 1.28,28 | 7 november 2009  | Heerenveen |
| 1500 meter | 2.07,24 | 13 november 2017 | Heerenveen |
| 3000 meter | 4.21,12 | 9 december 2018  | Heerenveen |
| 5000 meter | 7.22,50 | 7 januari 2019   | Heerenveen |